# Association progressiste-conservatrice de la Nouvelle-Écosse
Pour les articles homonymes, voir Nova Scotia (homonymie).
L'Association progressiste-conservatrice de la Nouvelle-Écosse (Progressive Conservative Association of Nova Scotia), communément appelé Parti progressiste-conservateur de la Nouvelle-Écosse, est un parti politique modéré de centre droit dans la province canadienne de la Nouvelle-Écosse.
Les progressistes-conservateurs ont été au pouvoir en Nouvelle-Écosse de 1999 à 2009.
Parti de l'opposition officielle depuis 2013, les progressistes-conservateurs ont obtenu 17 sièges sur 51, ou 35,8 % des voix aux élections générales de 2017.
Après que Jamie Baillie a démissionné et renoncé à son siège à l'Assemblée législative en janvier 2018 à la suite d'allégations d'inconduite sexuelle, Karla MacFarlane a été cheffe par intérim et cheffe de l'opposition officielle jusqu'à l'élection de Tim Houston en octobre 2018.
Le parti est au pouvoir depuis 2021.

## Chefs du parti
- James William Johnston (1843–1864)
- Charles Tupper (1864–1867)
- Hiram Blanchard (1867–1874)
- Simon Hugh Holmes (1874–1882)
- John Sparrow David Thompson (1882)
- Adam Carr Bell (1882–1887)
- William McKay (1887–1890)
- Charles Cahan (1890–1894)
- William McKay (1894–1897)
- John Fitzwilliam Stairs (1897–1904)
- Charles Wilcox (1898–1901)
- Charles E. Tanner (1901–1908)
- Charles Wilcox (1908–1909)
- John M. Baillie (1909–1912)
- Charles E. Tanner (1912–1922)
- W.L. Hall (1922–1925)
- Edgar Nelson Rhodes (1925–1930)
- Gordon Sidney Harrington (1930–1937)
- Percy C. Black (1937–1940)
- Leonard William Fraser (1940–1948)
- Fred M. Blois (1940–1945)
- Robert Stanfield (1948–1967)
- G.I. Smith (1967–1971)
- John Buchanan (1971–1990)
- Roger Stuart Bacon (1990–1991) (intréim)
- Donald W. Cameron (1991–1993)
- Terry Donahoe (1993–1995) (intérim)
- John Hamm (1995–2006)
- Rodney MacDonald (2006–2009)
- Karen Casey (2009–2010) (intérim)
- Jamie Baillie (2010–2018)
- Karla MacFarlane (2018) (intérim)
- Tim Houston (2018–en cours)

## Résultats électoraux
| Élection | # de candidats élus | # total de voix | % du vote populaire |
| -------- | ------------------- | --------------- | ------------------- |
| 2003     | 25                  | 148 182         | 36,32 %             |
| 2006     | 23                  | 160 119         | 39,57 %             |
| 2009     | 10                  | 100 836         | 24,52 %             |
| 2013     | 11                  | 109 452         | 26,31 %             |
| 2017     | 17                  | 143 354         | 35,73 %             |
| 2021     | 31                  | 162 478         | 38,43 %             |
| 2024     | 43                  | 187 047         | 52,49 %             |

## Programmes électoraux (en anglais)
- 2017
- 2013
- 2009